# Das Fundament der Ewigkeit (Spiel)
Das Fundament der Ewigkeit ist ein Gesellschaftsspiel von Michael Rieneck, das 2017 im Kosmos-Verlag erschien. Es basiert auf dem gleichnamigen Roman von Ken Follett.

## Inhalt
- 1 Spielplan
- 80 Spielkarten:
  - 52 Personenkarten, je 13 Karten mit blauer (Paris), brauner (Sevilla), oranger (Antwerpen) und weißer Rückseite (Kingsbridge), darunter je ein namenloser Buch-, Erz-, Tuch- und Weinhändle sowie Kapitän und 8 fiktive oder historische Personen, die eine Rolle im Roman spielen.
  - 16 Ereigniskarten, je 4 Karten mit blauer (Paris), brauner (Sevilla), oranger (Antwerpen) und weißer Rückseite (Kingsbridge), die für Abschnitte des Romans stehen.
  - 4 Übersichtskarten
  - 4 Religionskarten
  - 4 „Loch Leven“-Karten
- 56 Warenplättchen: je 14× Buch, Erz, Tuch und Wein
- 28 Vorteilsplättchen
- 16 Schutzplättchen
- 2 Fackeln, aus je 2 Teilen zusammensteckbar
- 4 Abdeckkreuze (für das Spiel zu zweit)
- 1 Startspielerzeichen
- je 4 Aktions und Siegpunktscheiben in den Spielerfarben blau, gelb, grün und rot
- 16 Handelshäuser, je 4 in den Spielerfarben blau, gelb, grün und rot
- 30 Religionssterne, je 10× grau, natur und violett
- 24 Würfel, je 4× blau, braun, orange, violett und weiß mit den Zahlen 1 bis 6 sowie schwarz mit den Zahlen 1, 2, 3, 3, 4 und 5
- Spielregel (12 mehrfarbige Seiten in DIN-A4-Breite)

## Spielprinzip
Die Spieler werden ins westliche Europa des Jahrs 1558 versetzt, in dem die Mächtigen und einfachen Leute um die richtige Auslegung der Bibel, aber eigentlich um Macht und Geld streiten. Schauplatz des Spiels ist nicht nur wie in den beiden Vorgängern Die Säulen der Erde und Die Tore der Welt die fiktive Stadt Kingsbridge und ihre Kathedrale in England, sondern auch Antwerpen im noch spanisch besetzten Flandern, Paris und Sevilla. In den Städten sind die vier Waren des Spiels unterschiedlich begehrt. So bringt Wein in Antwerpen 4 und in Kingsbridge 2 Siegpunkte, Tuch dort dagegen 4 und in Sevilla 2 Siegpunkte, wo Erz 4 Siegpunkte bringt, das in Paris nur 2 Siegpunkte bringt, wogegen dort Bücher 4 Siegpunkte bringen, die in Antwerpen nur 2 Siegpunkte einbringen. Den Spielern wird zu Spielbeginn eine Religion zugelost. Es starten im Spiel zu viert je zwei Spieler als Katholiken und Protestanten, im Spiel zu Zweit je einer und im Spiel zu Dritt sind es zwei einer und einer der anderen Religion. Die Spieler sind aber – wie im richtigen Leben – nicht bis zum Spielende an ihre Religion gebunden. Jeder Spieler erhält ein Schutzplättchen, eine der vier Waren sowie einen Satz Würfel und stellt seine Aktionsscheibe auf ein vorgegebenes Feld auf der Aktionsleiste in der rechten unteren Ecke des Spielplans und seinen Siegpunktstein auf das 2. Feld der Siegpunktleiste. Jeder Spieler würfelt mit seinem schwarzen Religionswürfel und legt ihn auf seine Religionskarte. Die Zahl zeigt an, wie lange der Spieler dieser Religion angehört.
Die Personen- und Ereigniskarten der jeweiligen Farbe werden zusammen, aber nach Farben getrennt gemischt und neben den Spielplan in die Nähe der jeweils dazu gehörenden Stadt gelegt. Die oberste Karte wird aufgedeckt. Ist es eine Ereigniskarte, kommt sie aus dem Spiel und die nächste Karte wird aufgedeckt bis eine Person oben liegt, auf die ein passender Religionsstein gelegt wird: violett = katholisch, grau = protestantisch und natur = neutral. Das übrige Spielmaterial wird neben den Spielplan gelegt. Wer zuletzt in einer Kirche war, wird Starspieler.
Das Spiel läuft über mehrere Runden (=Jahre) bis ein Spieler 50 oder mehr Siegpunkte erreicht. Jedes Jahr besteht aus zwei Halbjahren. Der Startspieler startet mit seinen Aktionen des 1. Halbjahres, dann folgen die Aktionen der anderen Spieler im 1. Halbjahr. Danach startet der Startspieler das 2. Halbjahr, gefolgt von den anderen Spielern. Ist die Siegbedingung noch nicht erfüllt, beginnt ein neues Jahr.
Im 1. Halbjahr dreht jeder Spieler die Würfel auf seinen Personenkarten auf die nächstniedrigere Zahl, in der ersten Runde ist dies nur der schwarze Religionswürfel. Weitere Karten kommen im Laufe des Spiels hinzu, deren Funktion anschließend genutzt werden kann. Durch Personenkarten kommen die Spieler an weitere Waren, Siegpunkte, Vorteilskärtchen, Schutzplättchen um negative Ereignisse für sich abzuwenden oder haben die Möglichkeit auf andere Weise die Politik zu beeinflussen und können Waren verkaufen um Siegpunkte zu erhalten. Zeigt ein Würfel zu Beginn der Runde die Zahl „1“ wird er nicht gedreht. Handelt es sich um den schwarzen Würfel, wird er erneut gewürfelt. Zudem darf sich der Spieler entscheiden ob er die Religion wechseln möchte und wenn er alleine der Religion anhängt erhält er einen Siegpunkt. Handelt es sich um eine Personenkarte, kommt diese aus dem Spiel und der Würfel steht dem Spieler wieder zur Verfügung.
Im 2. Halbjahr würfelt jeder Spieler mit allen seinen Würfeln, die nicht auf seinen Karten liegen. Mit einem dieser Würfel darf er eine der offen liegenden farblich dazu passenden Personenkarten nehmen und offen vor sich ablegen. Der violette Würfel kann dabei als Joker genutzt werden um eine beliebige Person zu nehmen. Den auf der Karte liegenden Religionsstein legt er auf die Religionsleiste der entsprechenden Stadt und stellt eins seiner Handelshäuser auf das Feld das durch die Würfelzahl bestimmt ist. Ist dieses besetzt, wird das dort stehende Haus auf das nächstniedrigere Feld verschoben, ggf. unter Verschiebung eines dort befindlichen Handelshauses.  Sollte dabei ein Haus von Platz 1 verdrängt werden geht es zurück an den Besitzer. Jeder Spieler darf aber in jeder Stadt nur 1 Handelshaus besitzen und nur in Städten, in denen er Handelshäuser besitzt, kann er Waren verkaufen. Hat ein Spieler schon ein Handelshaus in der Stadt der Personenkarte und zeigt sein Würfel eine höhere Zahl an, schiebt er sein dort befindliches Handelshaus auf den höherwertigen Platz. Stimmen Würfelzahl und Position des Handelshauses überein oder ist die Würfelzahl kleiner, ändert sich nichts. Anschließend wird eine neue Personenkarte aufgedeckt. Sollte es ein Ereignis sein, wird dies zunächst befolgt, dann aus dem Spiel genommen und die nächste Karte aufgedeckt. Ist auch dieses wieder ein Ereignis kommt es ohne Wirkung aus dem Spiel und es wird eine weitere Karte aufgedeckt bis eine Person offen liegt. Hat der Spieler noch weitere Würfel, darf er einen nutzen um seine Aktionsscheibe auf der Aktionsleiste zu versetzen und eine Aktion nutzen – wenn er dies möchte. Der Würfel wird aber durch diese Aktion nicht verbraucht und kann im nächsten Jahr wieder genutzt werden. Danach wird überprüft ob in einer Stadt die Religionsleiste voll besetzt ist. Sollte dies der Fall sein, kommt es zum Religionskonflikt. Es wird überprüft von welcher Religion die meisten Religionssteine auf der Religionsleiste stehen. Die Spieler die zur Mehrheitsreligion gehören, erhalten Siegpunkte gemäß der Position ihres Handelshauses. Die Spieler der Minderheitsreligion erhalten keine Siegpunkte und ihr Handelshaus zurück. Bei einem Patt passiert nichts. In beiden Fällen werden aber alle Religionssteine zurück in den Vorrat gelegt. Gab es mehrere Städte mit Religionskonflikten, entscheidet der aktuelle Spieler, in welcher Reihenfolge diese gelöst werden.
Anschließend folgen die anderen Spieler im Uhrzeigersinn. Ist danach die Siegbedingung noch nicht erfüllt, geht es mit dem nächsten Jahr weiter.